# Haematopodidae
Остригари (лат. Haematopodidae) су група птица мочварних станишта које чине породицу  која има један род, Haematopus. Налазе се на обалама широм света, осим у поларним регионима и неким тропским регионима Африке и Југоисточне Азије. Изузеци су остригари (Haematopus ostralegus), остригар са Јужног острва Новог Зеланда (Haematopus finschi) и магелански остригар (Haematopus leucopodus), које се такође гнезде у унутрашњости, у неким случајевима далеко у унутрашњости. У прошлости је било велике забуне око ограничења врста, при чему су засебне популације свих остригара добијале посебан статус, док је шарени остригар (Haematopus longirostris) сматран за једну врсту.

## Таксономија
Род Haematopus је формално описао шведски природњак, научник и академик Карл фон Лине у десетом издању своје „Systema Naturae“ како би обухватио једну врсту, остригара (Haematopus ostralegus). Име рода Haematopus потиче од старогрчких речи "haima" "αἳμα" што значи "крв" и "pous" "πούς" што значи "стопало", што се односи на црвене ноге остригара; Назив се користио коришћењем од стране Пјера Белона 1555. године. Породицу Haematopodidae увео је као потпородицу Haematopodinae француски природњак Шарл Лисјен Бонапарта 1838. године.‍:118
Енглески назив "oystercatcher" сковао је Марк Кејтсби 1731. године за северноамеричку врсту амерички остригар (Haematopus palliatus), коју је описао као врсту која једе остриге. Енглески зоолог Вилијам Јарел је 1843. године утврдио ово као преферирани назив, замењујући старији назив "sea pie", иако је тај термин раније користио велшки природњак Томас Пенант 1776. године у својој Британској зоологији.

## Опис
Различите врсте остригара показују мале варијације у облику или изгледу. Оне се крећу од 39-5 цм дужине и 72-91 цм у распону крила. Остригар (Haematopus ostralegus) је у просеку најлакши, 526 г, док је чађави остригар (Haematopus fuliginosus) најтежи, са 819 г. Перје свих врста је или потпуно црно, или црно (или тамносмеђе) одозго, а бело одоздо.
Разнобојни остригар (Haematopus unicolor) је изузетна по томе што је или потпуно црна или шарена. То су велике, уочљиве и бучне птице, са масивним дугим наранџастим или црвеним кљуновима које користе за гњечење или отварање мекушаца. Облик кљуна варира између врста, у зависности од исхране. Птице са врховима кљуна попут сечива отварају или разбијају љуштуре мекушаца, а оне са шиљатим врховима кљуна имају тенденцију да траже чланковите црве. Показују полни диморфизам, при чему су женке дужег кљуна и теже од мужјака.

## Врсте
Породица Haematopodidae садржи дванаест врста у једном роду Haematopus: 
| Фотографија | Научно име                                     | Име                                     | Распрострањеност | Подврсте | Статус                  |
| ----------- | ---------------------------------------------- | --------------------------------------- | --- | --- | ----------------------- |
|             | Haematopus ostralegus (Linnaeus K.F. 1758)     | Остригар                                | Исланд и Скандинавија од источне до северне Печоре, од југа преко Британских острва до северозападне Француске, са изолованим популацијама у Медитерану од североисточне Шпаније и јужне Француске до Турске; зимује од јужне до западне Африке. Западна и северна централна Русија, ушће реке Об, јужно од Црног, Каспијског и Аралског језера и од Балхаша, и од источног до западног Сибира; зимује на обали од источне Африке преко Арабије до Индије. Приобални североисточни део Русије, Камчатка, Амурланд и Усури, преко Манџурије до западног дела Северне Кореје и Хебеја, североисточна Кина, Курилска острва; зимује у источној Кини, јужно до Гуангдонга<br/> | * Haematopus ostralegus ostralegus (Linnaeus K.F. 1758) *Haematopus ostralegus longipes (Buturlin S.A. 1910) *Haematopus ostralegus osculans (Swinhoe R. 1871) | скоро угрожени таксон   |
|             | Haematopus longirostris (Vieillot L.J.P. 1817) | Шарени остригар                         | Oстрвo Каи, Молучка острва, острва Ару, Аустралијa и Тасманије; зимује обалa Нове Гвинеје | Монотипски таксон | најмање угрожени таксон |
|             | Haematopus finschi (Martens G.H. 1897)         | Остригар са Јужног острва Новог Зеланда | Јужно острвo, Нови Зеланд; зимује на Северном острву | Монотипски таксон | најмање угрожени таксон |
|             | Haematopus chathamensis (Hartert E.J.O. 1927)  | Чатамски остригар                       | Чатамска острва, источно од Новог Зеланда, Мангере, Рангатире (југоисточни део) и Пита; Стар Кис | Монотипски таксон | угрожена врста          |
|             | Haematopus unicolor (Forster J.R. 1844)        | Разнобојни остригар                     | Нови Зеланд, на обалама Северног острва и Јужног острва и суседних острва | Монотипски таксон | најмање угрожени таксон |
|             | Haematopus fuliginosus (Gould J. 1834)         | Чађави остригар                         | Oбала и острва Северне Аустралије од залива ајкула, Западне Аустралије до острва Лејди Елиот, југоисточни Квинсленд. Обала и острва Јужне Аустралије од острва Хаутман Аброљос, западно од Западне Аустралије, око јужне обале и уз источну обалу до отприлике Бризбејна, југоисточни Квинсленд; Тасманија | * Haematopus fuliginosus opthalmicus (Castelnau F.L.N.; Ramsay E.P. 1877) *Haematopus fuliginosus fuliginosus (Gould J. 1834)                                  | најмање угрожени таксон |
|             | Haematopus palliatus (Temminck C.J. 1824)      | Амерички остригар                       | Обале Северне Америке и Јужне Америке, од Калифорнијског залива јужно до источног Чилеа и од Масачусетса јужно до јужно од Аргентине, укључујући Антиле. Галапагоска острва | * Haematopus palliatus palliatus (Temminck C.J. 18240) *Haematopus palliatus galapagensis (Ridgway R. 1886)                                                    | најмање угрожени таксон |
|             | Haematopus moquini (Bonaparte, 1854)           | Афрички остригар                        | Северна Намибија, јужно до Рта Добре Наде и источно до Квазулу-Натала, у Јужноафричкој Републици; зимује северно до јужне Анголе | Монотипски таксон | најмање угрожени таксон |
|             | Haematopus meadewaldoi (Bannerman D.A. 1913)   | Канарски остригар                       | Грациоса, Ланзароте и Фуертевентура, и приобална острва, Монтана Клара, Роке дел Есте, на Источним Канарским острвима | Монотипски таксон | Изумрли таксон          |
|             | Haematopus ater (Vieillot L.J.P. 1825)         | Црнкасти остригар                       | Пацифичка обала Јужне Америке, од северног Перуа, Ламбајеке, на југ преко Чилеа до Огњене земље и Рта Хорн, а затим северно дуж атлантске обале до јужно-централне Аргентине, Чубут, Фокландска острва. Зимује даље на северу, у најсевернији Перу, североисточну Аргентину и Уругвај | Монотипски таксон | најмање угрожени таксон |
|             | Haematopus leucopodus (Garnot P. 1826)         | Магелански остригар                     | Јужно од Чилеа, острво Чилое, и јужно од Аргентине, Чубут, јужно до рта Хорн; Фокландска острва | Монотипски таксон | најмање угрожени таксон |
|             | Haematopus bachmani (Audubon J.J. 1838)        | Амерички црни остригар                  | Пацифичка обала Северне Америке од Аљаске до Доње Калифорније. Гнезди се западно до Киске, Алеутска острва, Аљаска и северно до Раунд Ајленда, Бристол Беј, Аљаска. Станарица дуж Алеутских острва, Аљаског полуострва и јужне обале Аљаске. Углавном дуж спољне обале југоисточне Аљаске, Британске Колумбије, Вашингтона, Орегону, а у Калифорнији од округа Дел Норте јужно до Поинт Аргуела у округу Санта Барбара. | Монотипски таксон | најмање угрожени таксон |

## Распрострањеност и станиште
Породица Haematopodidae је широко распрострањена, од Европе, Северне Америке и Јужне Америке, па кроз Азију, као и у Аустралији.
Остригари живе првенствено у приобалним стаништима, врста шарени остригар (Haematopus longirostris) живи на муљевитим равницама и пешчаним плажама, док потпуно црне врсте обично живе на каменитим обалама. Већина врста се гнезди директно на обали, али неке се гнезде на травнатим пашњацима даље у унутрашњости.

## Гнежђење
Скоро све врсте остригара су моногамне, мада постоје извештаји о полигамији код остригара. Територијални су током сезоне гнежђења (при чему неколико врста брани територије током целе године). Постоји јака верност партнеру и месту код проучаваних врста, са једним записом о пару који брани исто место 20 година. Прави се један покушај гнежђења током сезоне парења, који је временски ограничен на летње месеце. Гнезда остригара су једноставна, шупљине у земљи које се могу обложити и поставити на место са добром видљивошћу.
Јаја остригара су пегава и криптична. Полажу између једног и четири јаја, при чему су три типична на северној хемисфери, а два на јужној. Инкубација је подељена, али не пропорционално, женке имају тенденцију да дуже инкубирају, а мужјаци се више баве одбраном територије. Инкубација варира у зависности од врсте и траје од 24-39 дана. Остригари су такође познати по томе што практикује „бацање јаја“. Као и кукавице, понекад полажу јаја у гнезда других врста, попут галебова, остављајући их да их те птице одгаје.

## Исхрана
Исхрана острига варира у зависности од локације. Врсте које се налазе у унутрашњости хране се кишним глистама и ларвама инсеката. Исхрана приобалних остригаra је разноврснија, иако зависи од типа обале; на естуаријима, шкољке, пужеви и многочекињасти црви су најважнији део исхране, док остригари на каменитој обали лове прилепке, дагње, гастроподима и хитонима . Остали плен укључују бодљокошце, рибе и ракове.

## Статус
Канарски остригар (Haematopus meadewaldoi) је изумро током 20. века. Чатамски остригар (Haematopus chathamensis) је ендемска врста за Чатамска острва на Новом Зеланду и налази се на листи угрожених врста од стране IUCN-а, док се и афрички остригар (Haematopus moquini) и остригар (Haematopus ostralegus) сматрају готово угроженим. Било је сукоба са комерцијалним узгајивачима шкољки, али су студије показале да је утицај остригара много мањи него утицај обалних ракова.

## Фосилни записи
Најранији фосил птице сличне роду Haematopus је лобања из миоцена из Сен Жеранд ле Пија, Француска. Једини други фосили из преплеистоцена потичу из плиоцена са источне обале Северне Америке. Palostralegus sulcatus је описан из барстовијена Флориде, али се сада сматра да припада модерном роду. Две врсте су такође познате из плиоценске формације Јорктаун Северне Каролине и сврставају се у Haematopus aff. palliatus и Haematopus aff. ostralegus.